# Tribunal de Justiça do Estado do Rio de Janeiro
O Tribunal de Justiça do Estado do Rio de Janeiro (TJRJ) é um órgão brasileiro do poder judiciário do estado do Rio de Janeiro, com sede na capital estadual e jurisdição em todo o território estadual.
Em 2016, o TJRJ finalizou a implantação dos processos eletrônicos nas varas cíveis e de família de primeira instância de todo o Estado.
Seu fórum central está localizada no Centro do Rio de Janeiro, mas de 2013 a julho de 2018, algumas das varas judiciais deste foro foram deslocadas para a Cidade Nova, num espaço alugado ao custo de 15 milhões de reais mensais, até que a reforma do fórum fosse concluída.
A maior corte e sede do Poder Judiciário fluminense é fica localizado no Palácio da Justiça do Estado do Rio de Janeiro, no Centro da capital. Seu atual presidente é o desembargador Ricardo Rodrigues Cardozo.

## Atribuições
O Tribunal de Justiça do Rio de Janeiro, como órgão superior do Poder Judiciário do estado, é, em regra, diante da sua competência originária, a instância recursal às sentenças proferidas por juízes de Direito (de primeira instância) nas comarcas do estado, excetuando-se ainda os recursos originários das decisões proferidas no âmbito dos Juizados Especiais Cíveis e Criminais, consoante a Lei 9 099/95. As suas atribuições são definidas pela Constituição do Estado do Rio de Janeiro.

## Autoridades do Judiciário
O Código de Organização e Divisão Judiciárias do Estado do Rio de Janeiro - CODJERJ, em seu art. 18, são membros do Poder Judiciário o Presidente, 1º, 2º e 3º Vice-Presidentes e Corregedor-Geral de Justiça.
| Presidentes                                    | Mandato   |       |
| Luiz Antônio de Andrade                        | 1975-1976 | [ 5 ] |
| Marcelo Santiago Costa                         | 1977-1978 | [ 5 ] |
| Carlos Luiz Bandeira Stampa                    | 1979-1980 | [ 5 ] |
| Antônio Marins Peixoto                         | 1981-1982 | [ 5 ] |
| Francisco Rangel de Abreu                      | 1982-1982 | [ 5 ] |
| Lourival Gonçalves de Oliveira                 | 1983-1984 | [ 5 ] |
| Paulo Dourado de Gusmão                        | 1985-1986 | [ 5 ] |
| Wellington Moreira Pimentel                    | 1987-1988 | [ 5 ] |
| Pedro Américo Rios Gonçalves                   | 1989-1990 | [ 5 ] |
| Jorge Fernando Loretti                         | 1991-1992 | [ 5 ] |
| Antonio Carlos Amorim                          | 1993-1994 | [ 5 ] |
| José Lisboa da Gama Malcher                    | 1995-1996 | [ 5 ] |
| Thiago Ribas Filho                             | 1997-1998 | [ 5 ] |
| Humberto de Mendonça Manes                     | 1999-2000 | [ 5 ] |
| Marcus Antonio de Souza Faver                  | 2001-2002 | [ 5 ] |
| Miguel Pachá                                   | 2003-2004 | [ 5 ] |
| Sérgio Cavalieri Filho                         | 2005-2006 | [ 5 ] |
| José Carlos Schmidt Murta Ribeiro              | 2007-2008 | [ 5 ] |
| Luiz Zveiter                                   | 2009-2010 | [ 5 ] |
| Manoel Alberto Rebêlo dos Santos               | 2011-2012 | [ 5 ] |
| Leila Maria Carrilo Cavalcante Ribeiro Mariano | 2013-2014 | [ 5 ] |
| Luiz Fernando Ribeiro de Carvalho              | 2015-2016 | [ 5 ] |
| Milton Fernandes de Souza                      | 2017-2018 | [ 5 ] |
| Claudio de Mello Tavares                       | 2019-2020 | [ 5 ] |
| Henrique Carlos de Andrade Figueira            | 2021-2022 | [ 5 ] |
| Ricardo Rodrigues Cardozo                      | 2023-2024 | [ 5 ] |

| Vice-presidentes                                       | Mandato   |       |
| Felisberto Monteiro Ribeiro Neto                       | 1979-1980 | [ 6 ] |
| Francisco Rangel de Abreu                              | 1981-1982 | [ 6 ] |
| Antônio Joaquim Pires de Carvalho e Albuquerque Júnior | 1982-1982 | [ 6 ] |
| Graccho Aurélio Sá Vianna Pereira de Vasconcelos       | 1983-1984 | [ 6 ] |
| Oswaldo Goulart Pires                                  | 1985-1986 | [ 6 ] |
| Ivânio da Costa Carvalho Caiuby                        | 1986-1986 | [ 6 ] |
| Cláudio Vianna de Lima                                 | 1987-1988 | [ 6 ] |
| Paulo Joaquim da Silva Pinto                           | 1989-1990 | [ 6 ] |
| Sérgio Mariano                                         | 1990-1990 | [ 6 ] |
| Renato de Lemos Maneschy                               | 1991-1992 | [ 6 ] |
| João Francisco                                         | 1992-1992 | [ 6 ] |
| Hermano Duncan Ferreira Pinto                          | 1993-1994 | [ 6 ] |
| Maria Stella Vilella Souto                             | 1995-1996 | [ 6 ] |
| Miguel Pachá                                           | 1997-1998 | [ 6 ] |
| Ellis Hermydio Figueira                                | 1999-2000 | [ 6 ] |
| José Lucas Moreira Alves de Brito                      | 2001-2002 | [ 6 ] |
| João Carlos Pestana de Aguiar Silva                    | 2003-2004 | [ 6 ] |
| Laerson Mauro                                          | 2004-2004 | [ 6 ] |
| Laerson Mauro                                          | 2005-2006 | [ 6 ] |
| Sílvio Capanema de Souza                               | 2007-2008 | [ 6 ] |
| Valéria Garcia da Silva Maron                          | 2008-2008 | [ 6 ] |
| Antonio Eduardo Ferreira Duarte                        | 2009-2010 | [ 6 ] |
| Nametala Machado Jorge                                 | 2011-2012 | [ 6 ] |
| Nascimento Antonio Póvoas Vaz                          | 2013-2014 | [ 6 ] |
| José Carlos de Figueiredo                              | 2014-2014 | [ 6 ] |
| Maria Inês da Penha Gaspar                             | 2014-2016 | [ 6 ] |
| Elisabete Filizzola Assunção                           | 2017-2018 | [ 6 ] |

## Ações

### Produtividade
De acordo com o Relatório Justiça em Números 2022 (ano-base 2021), do Conselho Nacional de Justiça (CNJ), o Tribunal de Justiça do Rio de Janeiro (TJRJ) é o mais produtivo do Poder Judiciário brasileiro pelo 13º ano consecutivo (de 2009 a 2021). O desempenho dos magistrados fluminenses é 80% superior à média nacional. O levantamento foi divulgado em setembro de 2022.
Os juízes e desembargadores do Rio lideram o ranking do Índice de Produtividade dos Magistrados (IPM), com média de 2.939 casos julgados por cada magistrado. A média da Justiça estadual brasileira é de 1.628. No segmento de tribunais de grande porte, o TJRJ é seguido pelos Tribunais de Justiça de São Paulo (1.807), Rio Grande do Sul (1.706), Minas Gerais (1.500) e Paraná (1.302). O relatório Justiça em Números é a principal fonte das estatísticas oficiais do Judiciário brasileiro. Anualmente, desde 2004, o estudo divulga a realidade dos tribunais, com detalhamentos da estrutura e produtividade, além dos indicadores e das análises para subsidiar a gestão judiciária.

### Índice de conciliação
O TJRJ atingiu o segundo maior índice de conciliação entre os tribunais estaduais do país, de acordo com o relatório Justiça em Números 2022 do Conselho Nacional de Justiça (CNJ), referente ao ano de 2021. O Judiciário fluminense atingiu o percentual de 16,2%, sendo superado apenas pelo Tribunal de Justiça do Estado do Mato Grosso do Sul, que chegou a 20/%. O índice de conciliação é calculado pelo percentual de sentenças e decisões resolvidas por homologação de acordo em relação ao total de sentenças e decisões terminativas proferidas. Desde 2006 o CNJ vem desenvolvendo uma política voltada para a promoção da conciliação, incentivando todos os tribunais do país (estaduais, federais e trabalhistas), a promoverem Semanas Nacionais pela Conciliação com o objetivo de buscar o acordo entre as partes nas fases pré-processual e processual.

### Justiça Itinerante
O Programa Justiça Itinerante do Tribunal de Justiça do Estado do Rio de Janeiro, surgiu em 2004 como um novo paradigma de realização da prestação jurisdicional no qual os juízes juntamente com membros do Ministério Público e da Defensoria Pública vão ao encontro dos cidadãos que têm dificuldades de acesso à Justiça e às plataformas digitais para solucionar as pendências. Busca encontrar soluções conciliadas como fórmula de pacificação social eficiente e a regulamentação documental dos cidadãos. Com a integração dos juízes às comunidades, promove a mudança de relacionamento entre a sociedade civil e o Poder Judiciário e a modernização da prestação jurisdicional. Os postos de atendimento da Justiça Itinerante atendem, com calendário regular, a municípios emancipados, sem comarca instalada; municípios com comarcas, porém com grande densidade demográfica; municípios com grande extensão territorial; e comunidades pacificadas na cidade do Rio de Janeiro.

### Portal da Acessibilidade
O Poder Judiciário do Estado do Rio de Janeiro disponibiliza um banco de dados com uma diversidade de informações relativas à acessibilidade das pessoas com deficiência ou mobilidade reduzida, em especial legislação e notícias. O Portal da Acessibilidade proporciona a integração entre as instituições governamentais e o público em geral, contendo links, listagem de intérpretes de LIBRAS, legislações e cartilha.

### COEM
O Tribunal de Justiça do Estado do Rio de Janeiro criou pelo Ato Executivo nº 182/2017, de 12/06/2017, a Coordenadoria Estadual da Mulher em Situação de Violência Doméstica e Familiar (COEM), que é um órgão permanente na estrutura organizacional do TJRJ. Entre as atribuições da COEM estão: contribuir para o aprimoramento da estrutura e das políticas do Poder Judiciário na área do combate e da prevenção à violência contra as mulheres; apoiar os juízes e as juízas, os(as) servidores(as) e as equipes multidisciplinares para a melhoria da prestação jurisdicional; recepcionar dados, sugestões e reclamações referentes aos serviços de atendimento à mulher em situação de violência, promovendo os encaminhamentos e divulgação pertinentes; colaborar para a formação inicial, continuada e especializada de juízes e juízas, servidores (as) e colaboradores (as), na área do combate e prevenção à violência contra a mulher.

### Violência Doméstica - Observatório
Criado em 2015, o Observatório Judicial da Violência Doméstica e Familiar contra a Mulher é um banco de dados do Poder Judiciário fluminense, que constitui uma ferramenta de análise e pesquisa, reunindo dados estatísticos referentes aos processos judiciais em trâmite no estado, estudos acerca da sua evolução histórica, legislação temática, notícias e orientações de utilidade pública.
Funciona como uma fonte de integração entre as instituições governamentais e não-governamentais, contendo links, telefones, endereços de toda rede de atendimento à mulher, informações sobre procedimentos, cartilhas e divulgação de boas práticas. O Observatório disponibiliza análises e estudos, considerando as perspectivas de gênero e de raça ou etnia, acerca das causas, consequências e frequência das práticas de violência doméstica cometidas contra as mulheres.

## Polêmicas

### Luiz Zveiter
Luiz Zveiter, ex-presidente do Superior Tribunal de Justiça Desportiva da CBF, foi corregedor do tribunal durante o biênio 2007/2009. Em 8 de abril de 2010, o Conselho Nacional de Justiça anulou o XLI Concurso para Tabelionatos do Estado do Rio de Janeiro, por ter considerado que Zveiter, então Corregedor-Geral da Justiça, favorecera uma amiga e uma ex-namorada, Flávia Mansur Fernandes e Heloísa Estefan Prestes. Zveiter alegou que não mantinha relações com Flávia Fernandes, e que não beneficiara as duas candidatas. Nessa época, o magistrado já era presidente do tribunal, cargo que ocupou pelo biênio 2009-2011.
No dia 11 de agosto de 2011 a juíza criminal Patrícia Acioli foi brutalmente assassinada na porta de casa após uma investigação de corrupção na Polícia Militar de São Gonçalo julgada por ela. Na ocasião, a juíza havia solicitado proteção policial devido as várias ameaças de mortes. Porém, a proteção foi negada por Luiz Zveiter (então presidente do Tribunal de Justiça do Estado do Rio de Janeiro) por não achar necessário.

### Caso do juiz-deus
Em 2011, o juiz João Carlos de Souza Corrêa, titular do 18º Juizado Especial Criminal da Capital, se envolveu em polêmica com uma agente de trânsito da Operação Lei Seca.
Após o magistrado processar a agente de trânsito que lhe multou em 2011, o juiz de primeira instância que julgou o caso, titular da 36ª Vara Cível do TJ-RJ, condenou a agente de trânsito a pagar indenização de 10 mil reais. O caso ganhou forte repercussão negativa na mídia e redes sociais, após nova condenação, em segunda instância, no ano de 2014. Em acórdão proferido pela 14ª Câmara Cível do TJ-RJ, o desembargador José Carlos Paes, relator do caso, manteve a condenação, reduzindo a indenização para cinco mil reais.
Uma página entre usuários do Facebook foi criada pedindo a saída do juiz João Carlos de Souza Corrêa de seu cargo. Ainda no dia 13 de novembro de 2014, o mesmo juiz ganhou em primeira instância uma ação em que pedia indenização contra o jornal O Globo, desta vez dada pela juíza Lindalva Soares Silva, da 11ª Vara Cível, por matéria em que o jornal dizia que "Juiz dá calote e tenta prender cobrador".

### Auxílio-educação
Em setembro de 2014, o tribunal causou polêmica ao enviar projeto de lei à ALERJ pedindo auxílio-educação para os filhos dos juízes no valor de R$ 7.000,00.

### Lei antimáscaras
No dia 10 de novembro de 2014, o órgão especial do TJRJ considerou constitucional a lei estadual que proíbe o uso de máscaras em manifestações, por 15 votos a 5. O desembargador relator da ação, Sérgio Verani, considerou a lei inconstitucional, sendo apoiado por Nilza Bitar. No entanto, ambos foram votos vencidos.

### Desembargadora Marília Castro Neves
Em março de 2018, a desembargadora Marília Castro Neves causou revolta em diversos segmentos da sociedade após divulgar em rede social que a vereadora Marielle Franco, assassinado poucos dias antes, "estava engajada com bandidos". Após isto, descobriu-se também que a desembargadora havia publicado mensagens ofensivas a portadores de síndrome de Down. Tais declarações fizeram com que o Conselho Nacional de Justiça abrisse investigação contra a magistrada.